# Paolo De Matteis
Paolo De Matteis (Piano Vetrale, 9 febbraio 1662 – Napoli, 26 luglio 1728) è stato un pittore italiano,  tra i più rappresentativi della stagione barocca nel Regno di Napoli.

## Biografia
Trasferitosi a Napoli sin da adolescente, si dedicò alla pittura avendo per maestro dapprima Francesco Di Maria e quindi il già celebre Luca Giordano, da cui fu fortemente influenzato. Nel 1682 fu a Roma con Giovanni Maria Morandi, dal quale fu introdotto agli ambienti dell'Accademia di San Luca. A Roma conobbe il marchese di El Carpio, Gaspar Méndez de Haro y Guzmán, al seguito del quale tornò a Napoli dal 1683, quando il marchese fu nominato Viceré di Napoli.
Fu un pittore girovago: dal 1703 al 1705, De Matteis lavorò a Parigi sotto la protezione di Luigi XIV. Tra il 1711 e il 1713 è attestato più volte in Puglia, dove realizzò varie tele per chiese di Bari, Andria, Barletta, Bisceglie, Monopoli, Laterza e soprattutto affrescò la cupola del Cappellone di San Cataldo a Taranto.
Ritornato a Napoli, dipinse schemi decorativi per chiese napoletane, tra cui le decorazioni della volta della Cappella di Sant'Ignazio, nella Chiesa del Gesù Nuovo nell'omonima piazza di Napoli. Tra il 1723 e il 1725, De Matteis visse a Roma, dove ricevette una commissione da papa Innocenzo XIII.
Operò anche in Austria, Spagna, Inghilterra, e Francia.
Oltre alle centinaie di committenze di ambito religioso, lavorò, eseguendo affreschi, in numerosi palazzi della nobiltà napoletana, tra i quali possono essere citati: il Palazzo Pignatelli di Monteleone, il Palazzo Zevallos, il Palazzo Giusso, il Palazzo Fondi, il Palazzo Tirone Nifo, il Palazzo Caracciolo di Avellino, il Palazzo Tocco di Montemiletto alla Cesarea e il Palazzo Palmarice.
Tra i suoi tanti allievi si annoverano: Giuseppe Mastroleo, i fratelli Antonio, Gennaro e Giovanni Sarnelli, Domenico Guarino, Francesco Peresi, Michelangelo Buonocore, Nicola De Filippis, Vincenzo Fato, Antonio Fumo, Giuseppe Scala e la figlia Mariangiola De Matteis.
Il De Matteis si sposò in prime nozze con Rosolena Perrone, figlia dello scultore Michele, ed ebbe tre figlie, tutte avviate alla pittura.
Morì a Napoli nel 1728 ed è sepolto nella Chiesa della Concezione al Chiatamone.

## Opere

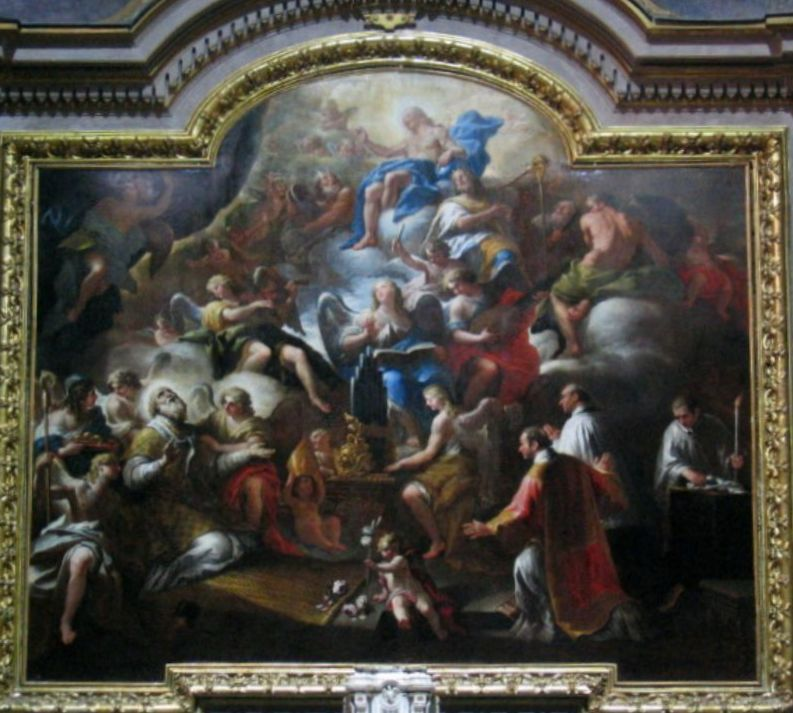
Morte di san Nicola
(olio su tela, 1707)
Chiesa di San Nicola alla Carità

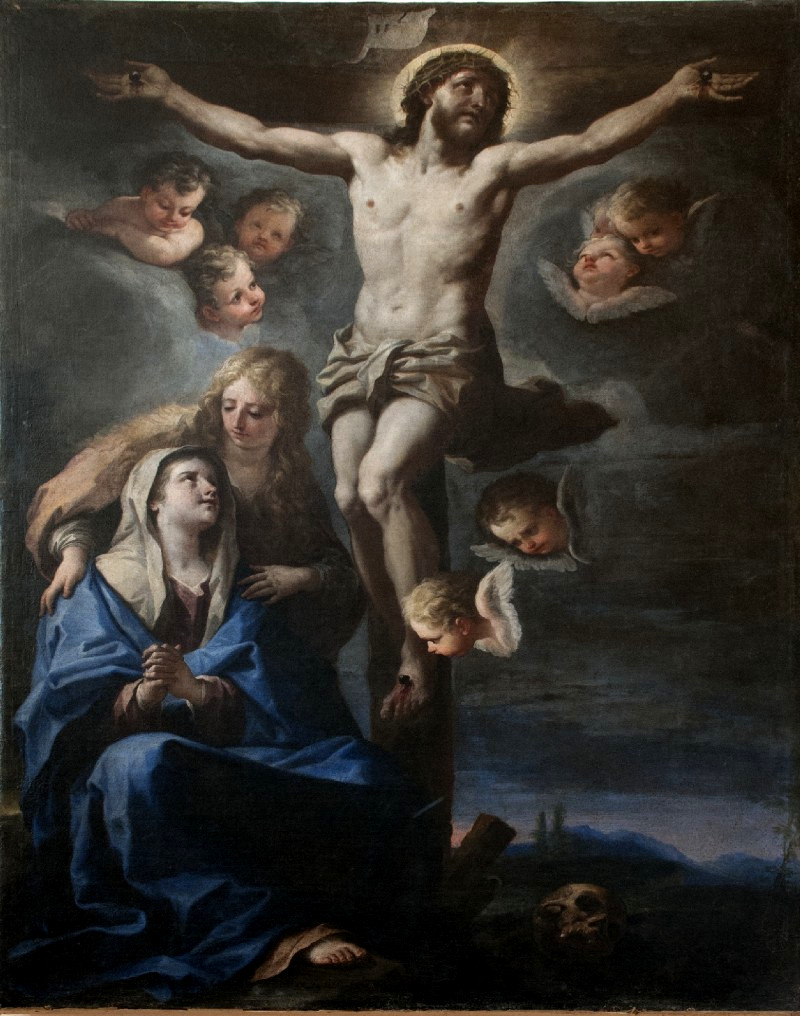
La Crocifissione (tela), Chiesa di San Bartolomeo, Campobasso

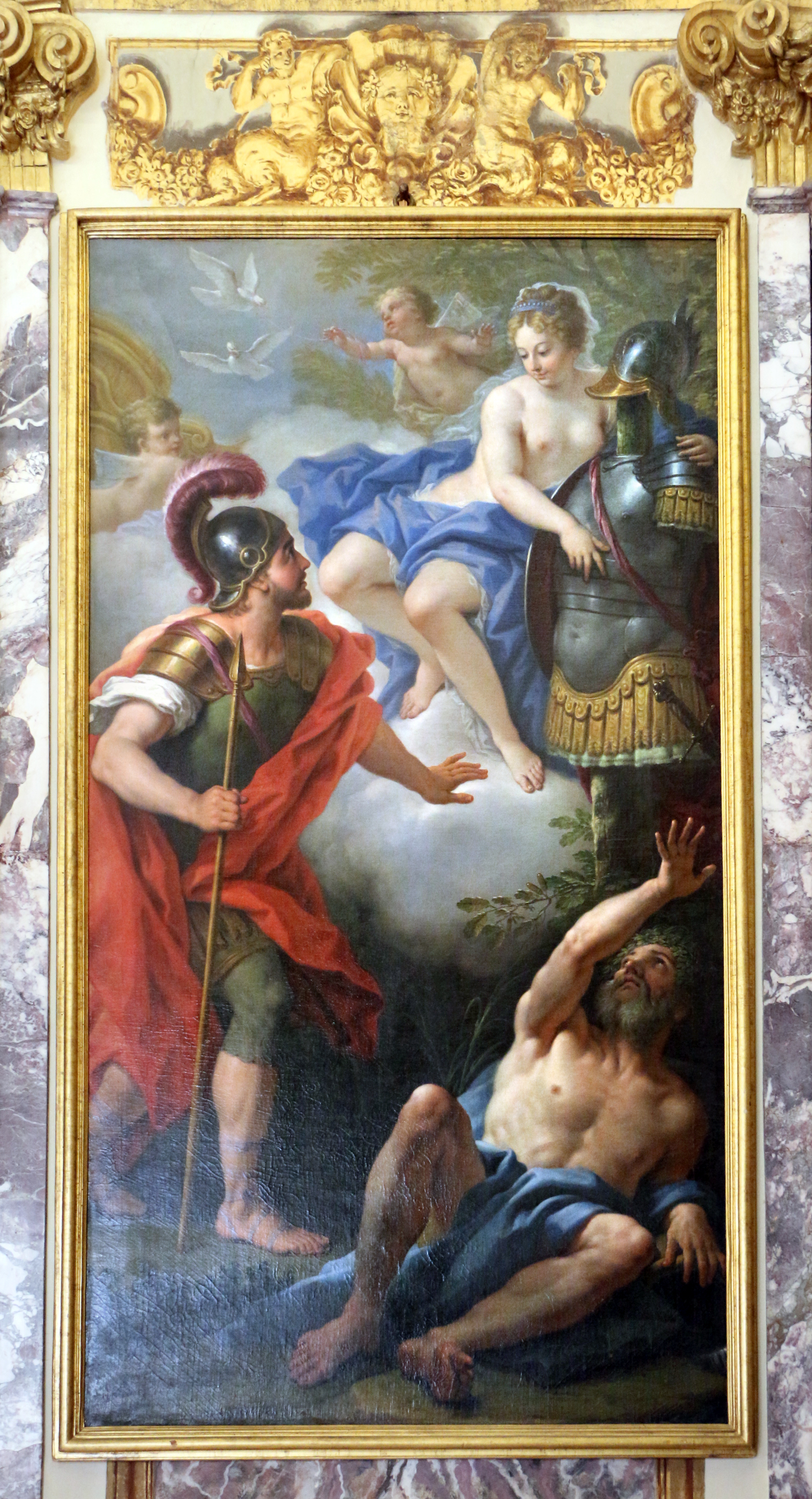
Venere offre le armi a Enea (tela 1712), Palazzo Buonaccorsi, Macerata

La maggior concentrazione di sue opere è ovviamente a Napoli, ma è possibile ammirarne anche in altri grandi centri italiani e internazionali come Roma, Parigi, Gerusalemme, Madrid e Genova, oltre che in vari prestigiosi musei inglesi e americani. Massiccia è la presenza di tele e affreschi in tutto il Sud Italia, soprattutto in Puglia.

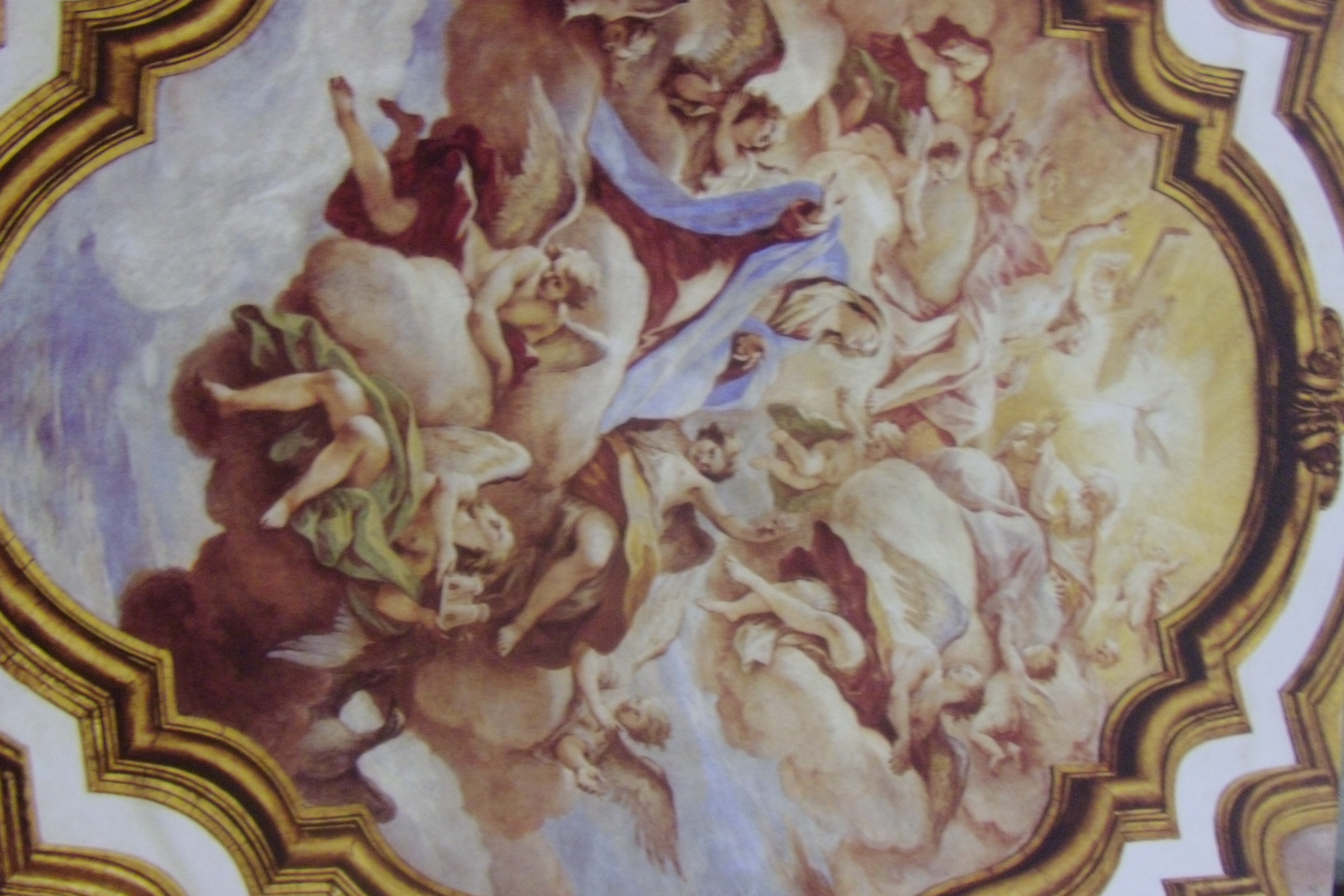
Particolare della volta della chiesa di San Sebastiano a Guardia Sanframondi (BN)

A Cassino, nella famosa abbazia benedettina, è conservata una delle sue opere più valide, la tela dell'L'assunzione della Vergine, scampata alle distruzioni belliche della Seconda guerra mondiale: per la sua pienezza cromatica, essa rappresenta un classico esempio di dipinto seicentesco. Andarono persi invece i quadri raffiguranti l'Immacolata concezione e l'Annunciazione. Nel 1692 realizzò degli affreschi nei catini delle navate laterali, tutti perduti nel 1944.
Pregevoli gli affreschi della volta dalla Chiesa di San Sebastiano di Guardia Sanframondi.
Altre opere firmate, documentate o attribuite sono:
- Madonna del Rosario tra i Santi Domenico, Caterina, Rosa e Nicola olio su tela del 1697 conservata a Rivello nella Chiesa Madre di San Nicola.

- Affreschi della sagrestia della chiesa ipogea di Maria Santissima Immacolata. L'autore potrebbe essere anche un suo allievo o Nicola Malinconico. Torre del Greco, 1714.
- La Madonna del Soccorso, olio su tela, alla sezione diocesana del Polo Museale di Ascoli Satriano
- San Gregorio Taumaturgo in gloria, (tela, 1696); La Madonna con il bambino e San Vincenzo diacono (tela, 1705); Cappella del Palazzo del Seminario di Lecce
- La Madonna del Rosario (1707), olio su tela, Palazzo Arcivescovile di Ascoli Satriano
- Madonna delle Grazie (1710), olio su tela, collegiata dello Spirito Santo di Ischia
- Santa Teresa d'Avila (1717), Museo Carmelitano di Pastrana
- Santa Maria del Carmine (1717), Museo Carmelitano di Pastrana
- Virgen de Gracia. Madrid, Museo del Prado, Collecion bodegones de Meléndez
- La Vita di Francesco Saverio del Colegio imperial de Madrid (1692)
- Santa Maria Domenica, Basilica concattedrale di Santa Maria della Pace di Campagna[2]
- Adorazione dei pastori, olio su tela, Dallas Museum of Art[3]
- Erminia tra i pastori, 1715 ca., Kunsthistorisches Museum, Vienna[4]
- Matrimonio mistico di Santa Caterina, 1712 ca., Kunsthistorisches Museum, Vienna[5]
- Natività e prigionia di San Girolamo, olio su tela, basilica santuario di Santa Maria di Pozzano di Castellammare di Stabia
- Sacra Famiglia con i Santi Luigi Gonzaga e Stanislao; I Santi Ignazio e Francesco Saverio ricevono il breve della missione da papa Paolo III, tele, Chiesa del Gesù di Castellammare di Stabia
- Andromeda e Perseo, 1710 ca., Kress Collection, a Fairfield[6])
- La scelta di Ercole, Ashmolean Museum, Università di Oxford[7]
- Ultima Cena, Madonna con il Bambino e i Santi Sebastiano, Filippo, Giacomo e Rocco 1720 circa, Basilica dell'Assunta, Castel di Sangro.
- Jahel e Sisara, olio su tela, 195 x 261 cm, Museo di Belle Arti, Rouen.
- San Michele Arcangelo, olio su tela, chiesa di Santo Stefano di Capri
- Vergine del Carmelo tra le anime del Purgatorio, olio su tela, chiesa di Santo Stefano di Capri
- San Nicola (olio su tela, fine XVII secolo, attribuzione), chiesa di S. Lucia, Lucera
- L'Apoteosi di s. Cataldo ,1713, affresco, Cattedrale di San Cataldo di Taranto
- Madonna delle anime del Purgatori, la chiesa del Purgatorio di Monopoli
- Martirio di san Lorenzo, chiesa di San Lorenzo a Laterza
- Martirio di Sant'Agata, Collezione Privata a Venezia (ex collezione Rothschild, Villa Pignatelli a Napoli)
- L'Incoronazione della Vergine, chiesa Santa Croce di Bisceglie
- Madonna col Bambino fra San Benedetto e Santa Scolastica, chiesa di Santa Maria delle Vergini di Bitonto
- Maddalena dei Pazzi, Chiesa di Maria Santissima del Monte Carmelo di Taranto
- Ecce Homo, Museo diocesano di Taranto
- Addolorata, Museo Archeologico Nazionale di Taranto
- San Rocco, Museo civico di Cerchio
- Il Peccato Originale, Museo civico di Teramo
- Il sogno di San Giuseppe, Chiesa di San Gaetano di Barletta
- Fuga in Egitto, Chiesa di San Gaetano di Barletta
- Martirio di Santa Giulia, Santuario di San Donato di Ripacandida
- Deposizione del Cristo (1720 ca.), olio su tela, Museo Acropolis, Agropoli (SA)
- La Santissima Trinità tra San Nicola di Bari e San Giovanni Battista (tela, 1711), Chiesa di San Nicola a Camerota
- Predica di Santa Caterina d'Alessandria; Sposalizio di Santa Caterina d'Alessandria, Cattedrale di San Paolo (Aversa)
- L'Apoteosi di San Tammaro (tela, 1706), Basilica pontificia di San Tammaro vescovo, Grumo Nevano
- San Mauro cura gli infermi (tela, 1690), Badia delle Sante Flora e Lucilla di Arezzo
- San Francesco da Paola e l’estasi delle tre corone (tela), Basilica di Sant'Andrea delle Fratte
- La Madonna che offre l'icona di San Domenico Soriano tra S. Caterina e S. Maria Maddalena (tela), Basilica di Santa Maria sopra Minerva, Roma
- Circoncisione (tela), Chiesa di Santa Maria d'Episcopio a Scalea
- Madonna con il Bambino tra i Santi Agostino e Monica (tela, 1709), Chiesa di Santa Maria della Purità a Martina Franca
- Apparizione della Vergine a San Bruno (tela, 1721), Chiesa di Maria Santissima dei Sette Dolori a Serra San Bruno
- Madonna delle Grazie con le Anime Purganti (tela, 1727), Oratorio dell'Arciconfraternita del Sacro Monte dei Morti a Chieti
- Circoncisione (tela, 1717), Chiesa del Santissimo Nome di Gesù (Pozzuoli)
- Eterno Padre Benedicente (tela, 1720), Chiesa del Santissimo Nome di Gesù (Pozzuoli)
- La Cena di San Gregorio ai poveri; Il Martirio di San Placido; L'Incontro tra San Benedetto e Totila; San Benedetto con i Santi Mauro e Placido; San Mauro incontra Teodoberto; San Martino e il mendicante; Santa Rosalia; L'Addolorata (tele, 1726-1727), Basilica abbaziale di San Martino delle Scale a Monreale
- Madonna con il Bambino e San Giacomo; Santa Francesca Romana; Beato Bernardo Tolomei (tele, 1713), Chiesa di San Giacomo a Bari
- Le Sante Maria Maddalena e Dorotea (tela), Galleria nazionale di Cosenza
- Madonna del Rosario (tela, 1720 circa), Chiesa di San Biagio a Mugnano di Napoli
- Il Martirio di Sant'Alessandro (tela, 1690), Cattedrale di Santa Maria Assunta a Melfi
- Madonna delle Grazie con le anime purganti (tela), Cattedrale di Santa Maria Assunta a Nardò
- San Gennaro tra i leoni nell'anfiteatro di Pozzuoli (tela, 1710), Basilica di Santa Maria Maggiore a Piedimonte Matese
- Il Sacrificio di Isacco, Il Serpente di Bronzo (tele), Chiesa di San Paolo Apostolo a San Paolo d'Argon
- Il re Venceslao IV processa San Giovanni Nepomuceno (tela, 1710), Museo nazionale d'arte della Catalogna a Barcellona
- Il Cristo Risorto (tela), Basilica del Santo Sepolcro a Gerusalemme
- L'Immacolata tra Santi Gesuiti (tela), Cattedrale di Santa Maria Assunta a Andria
- La Crocifissione (tela), Chiesa di San Bartolomeo a Campobasso
- La Madonna di Costantinopoli con i santi Giuseppe e Carlo Borromeo, Chiesa dell'Addolorata a Maglie
- San Girolamo penitente (tela), Real Academia de Bellas Artes de San Fernando a Madrid
- La Sacra Famiglia con San Giovannino (tela, 1728), Chiesa dei Santi Pietro e Paolo a Castelveccana
- San Francesco da Paola (tela), Tempio Canoviano a Possagno
- Madonna con il Bambino e i Santi Pietro, Paolo e Carlo Borromeo (tela, 1720), Seminario vescovile di Aversa
- Allegoria della Conoscenza e delle Arti a Napoli (tela), Houston Museum of Fine Arts
- Danae (tela 97x125,5, 1708 circa), Detroit Institute of Arts
- Danae (tela 130x80, 1704), Collezione Privata, Inghilterra
- La Madonna con il bambino e i santi Pietro e Paolo (tela, 1717), Chiesa dei Santi Pietro e Paolo ad Alvignano
- Cristo in gloria con San Gaetano da Thiene (tela), Chiesa di San Paolo a Pistoia
- San Giuseppe con il Bambino, La Sacra Famiglia (tele), Museo Correale di Terranova a Sorrento
- Madonna delle Grazie con le anime purganti (tela), Cattedrale di Nardò
- L'Immacolata (tela, 1713), Chiesa della Confraternita dell'Immacolata a Serrara Fontana
- San Benedetto e Santa Scolastica adorano la Santissima Trinità (tela), Badia di Cava de' Tirreni
- La Trinità con i Santi Carlo Borromeo e Filippo Neri (tela, 1695), Basilica di Santa Maria Incoronata dell'Olmo, Cava de'Tirreni
- S. Angelo Gerosolimitano, S. Elia, S. Simone Stock, S. Andrea Corsini, S. Pietro Tommaso, S. Cirillo d’Alessandria, S. Bertoldo, S. Cirillo di Costantinopoli e S. Eliseo (tele), Chiesa di Santa Maria del Carmine, Barletta
- Pan e Siringa (tela), Camera dei deputati, Roma (in sottoconsegna dal Museo Nazionale di Capodimonte)
- San Francesco da Paolo attraversa lo stretto di Messina (tela, 1710), Museo civico di Osimo (già nella Chiesa di San Filippo Neri)
- Venere che offre le armi a Enea (tela, 1712), Palazzo Buonaccorsi, Macerata
- Madonna con il bambino (tela, 1728), Collezione della Fondazione Cavallini Sgarbi, Ferrara
- Apparizione della Madonna del Pilar a San Giacomo (tela), Museo del Centro Storico Culturale di Gaeta (in deposito dal Museo Nazionale di Capodimonte e in precedenza nella Chiesa della Santissima Trinità degli Spagnoli)
- Madonna della Pace (tela, 1727), Museo del Sannio, Benevento
- Madonna dei Sette Dolori (tela), Cappella della Vergine dei Sette Dolori, Fragneto l'Abate
- Vocazione di San Matteo (tela), Chiesa del marchese Loffredo, Cassibile
- Battesimo di Cristo, Chiesa di San Francesco, Maddaloni
- La Resurrezione di Cristo, Le tre Marie al Sepolcro, (olii su tela), Duomo di Caserta

### Napoli

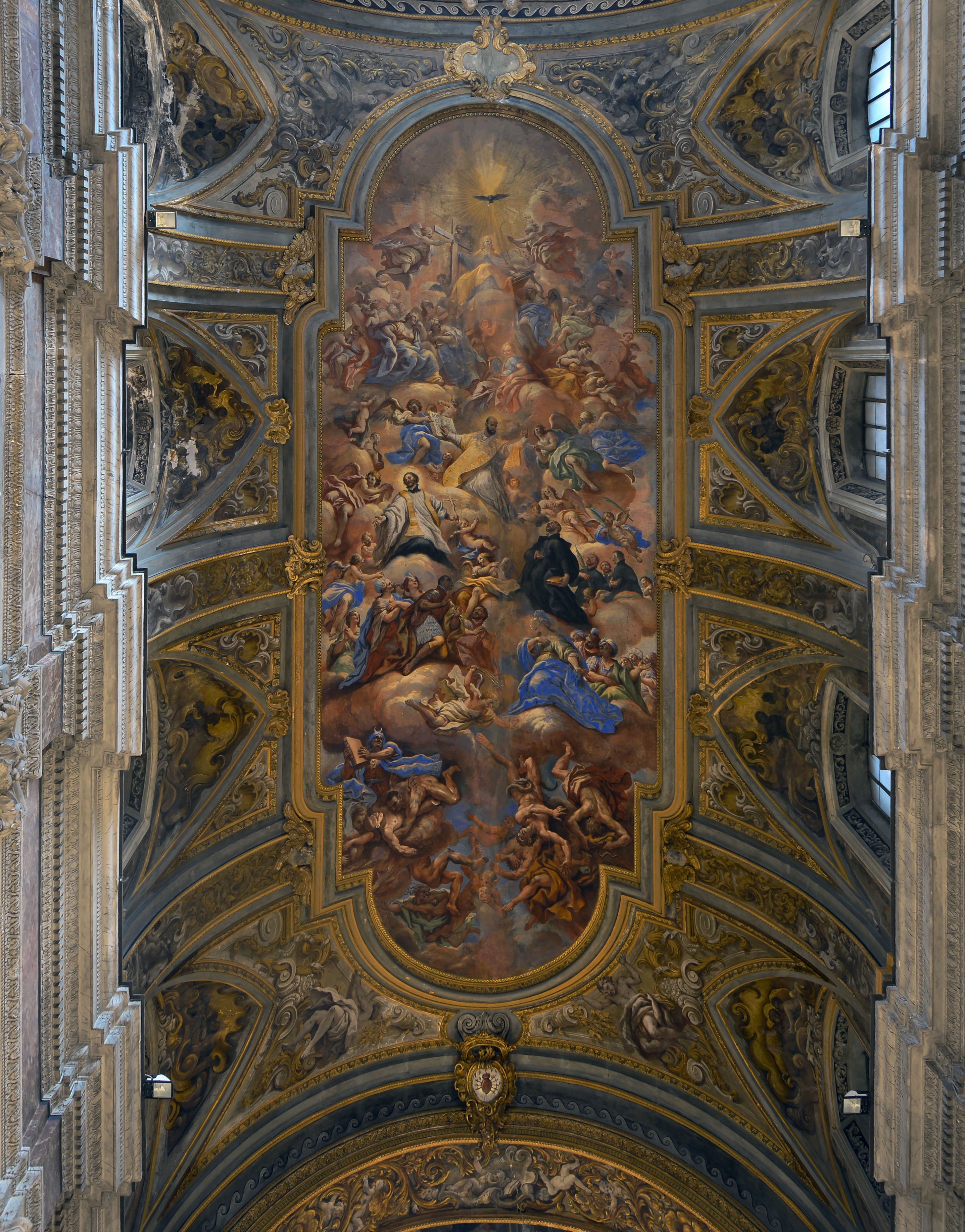
Trionfo della Religione sull'Eresia in San Ferdinando (affresco 1695-1698), Napoli

- La Visitazione; La Madonna del Rosario  (tele, 1709), Chiesa di San Severo fuori le mura
- L'Angelo Custode; Il Miracolo di Sant'Antonio (tele, 1693), Chiesa di Santa Maria di Montesanto
- Sant'Andrea d'Avellino in estasi (tela, 1695 circa), Cristo appare a San Gaetano, Morte di Sant'Andrea Avellino (affreschi)[8] Basilica di Santa Maria degli Angeli a Pizzofalcone
- La Madonna col Bambino tra i santi Mauro e Placido (tela, 1708), Chiesa di Sant'Anna dei Lombardi
- San Bruno che intercede presso la Vergine per l'umanità inferma (affresco, 1699), Certosa di San Martino
- Cristo addita il Battista ai suoi discepoli; Giovanni Battista predica nel deserto (tele, 1708), Certosa di San Martino
- tele e affreschi (1718-1719) per la Cappella di San Giuseppe, Certosa di San Martino
- Allegoria della prosperità e delle arti nella città di Napoli (tela), Museo nazionale di San Martino
- Morte di san Nicola (1707), (tela, 1707), Chiesa di San Nicola alla Carità
- San Gennaro; San Liborio (tele, 1707 circa), Chiesa di San Nicola alla Carità
- San Nicola libera un ossesso (affresco, 1707 circa), Chiesa di San Nicola alla Carità
- La Madonna con il bambino tra i santi Pietro e Paolo (tela, 1726), Chiesa dei Girolamini
- Sant'Anna, la Vergine Maria e San Gioacchino (tela), Basilica di Santa Maria del Carmine Maggiore
- La Monacazione di Santa Chiara; Santa Chiara che scaccia i saraceni (tele, 1696), Chiesa del Gesù delle Monache
- Elemosina di San Tommaso da Villanova (trafugata), la Trinità con la Vergine (tele), Chiesa di Santa Maria Egiziaca a Forcella
- La Madonna del Carmine che dà lo scapolare a San Simone Stock (tela, 1696), Chiesa di Santa Teresa degli Scalzi
- L'Immacolata Concezione (tela, 1713), Chiesa di Santa Brigida
- L'Assunzione della Vergine (tela, 1700), Chiesa di Santa Maria in Portico
- Il Transito di San Giuseppe, La Resurrezione di Cristo (tele), Chiesa della Pietà dei Turchini
- La Madonna con il Bambino; San Gennaro con i Santi Nicola e Biagio; San Giuseppe con il Bambino e i Santi Filippo Neri, Antonio e Francesco  (tele, 1716), Chiesa di Santa Maria della Colonna
- La Sacra Famiglia con Sant'Agostino e Santa Monica; La Sacra Famiglia con i santi Elisabetta, Zaccaria, Anna, Gioacchino e Giovanni Battista (tele, 1717), Chiesa di Santa Maria Egiziaca a Pizzofalcone
- San Stanislao Kotska che contempla la Vergine; San Stanislao Kotska che prende in braccio il Bambin Gesù (tele, 1725), Chiesa della Nunziatella
- L'Immacolata Concezione; Il Transito di San Giuseppe; San Camillo de Lellis in Gloria; L'Addolorata; San Michele; San Nicola di Bari in Gloria; La Madonna con il Bambino e i Santi Lucia e Biagio; La Visione di Sant'Antonio; L'Educazione della Vergine (tele, 1726 circa), Chiesa della Concezione al Chiatamone
- I Santi Alberto, Angelo martire e Nicola (tela, successiva al 1716), La Madonna del Carmine, Chiesa di Santa Maria della Concordia
- Sant'Elia e l'angelo, l'Adorazione del Sacramento (tele, 1712), Chiesa di San Gregorio Armeno
- Scene della Vita della Vergine (tele, 1712), Cappella della Madonna dell'Idra
- Cristo Risorto e Trionfo della Croce (affresco, 1720), Oratorio della Compagnia dei Bianchi della Giustizia, Complesso degli Incurabili
- San Nicola che riceve la stola sacerdotale (tela, 1695), Duomo di Napoli
- Madonna con il Bambino e i Santi Filippo Neri e Sant'Antonio Abate (tela, 1688), già Duomo di Napoli, ora al Museo Diocesano di Napoli
- San Sebastiano curato da Sant'Irene (tela, antecedente al 1700), già Chiesa di Santa Maria della Vita, ora al Museo Diocesano di Napoli
- La Trinità incorona la Vergine con San Francesco e San Domenico,  La Madonna, santa Maria Maddalena e san Giovanni Evangelista ai piedi della croce  (tele, 1695), già Chiesa dei Santi Bernardo e Margherita a Fonseca, ora in deposito
- Cristo Morto (tela), già Chiesa di San Giovanni Battista delle Monache, ora in deposito
- Cristo Crocifisso guarisce la gamba a San Pellegrino Laziosi, (tela), Chiesa di Santa Maria ad Ogni Bene dei Sette Dolori
- La Messa di Sant'Ivo; Sant'Ivo distribuisce pane ai poveri (tele), Chiesa dei Santi Apostoli
- La Crocifissione, (tela, 1706), Basilica di Santa Restituta
- L'Apoteosi di San Pietro Celestino (affresco), Chiesa di San Pietro a Majella
- Il Transito di San Giuseppe (tela), Chiesa di Santa Teresa a Chiaia
- La Circoncisione; L'Adorazione dei Magi (affreschi), Basilica di San Paolo Maggiore
- L'Assunzione della Vergine (affresco, 1695), Palazzo Tirone Nifo
- Il Battesimo di Cristo (tela), Basilica di San Francesco di Paola
- L'Immacolata (tela), Complesso di San Francesco degli Scarioni
- L'Addolorata, La Sacra Famiglia, Angeli adoranti il volto di Cristo (tele), Complesso della Missione ai Vergini
- Madonna con il Bambino e i Santi Ignazio e Francesco Saverio (tela), Palazzo San Giacomo
- San Gennaro intercede presso Cristo per la città di Napoli (tela), Complesso di Santa Maria Regina Coeli
- I Santi Pietro e Paolo adorati da un monaco basiliano (tela), Chiesa dei Santi Pietro e Paolo dei Greci
- Il Trionfo di Giuditta, Il Trionfo di David (tele), già Chiesa di Santo Spirito di Palazzo, ora Chiesa di San Vitale Martire
- Lo Sposalizio di Teti (affresco), Palazzo Fondi
- L'Addolorata (tela), Palazzo Zevallos
- L'Addolorata (tela attribuita), Museo dell'Opera del Complesso di Suor Orsola Benincasa
- L'Assunta (tela), Chiesa di Santa Maria delle Anime del Purgatorio ad Arco
- La Madonna, santa Caterina e i patroni di Napoli che implorano la Trinità a favore della città (affresco, 1712), Chiesa di Santa Caterina a Formiello
- La Discesa dello Spirito Santo su san Filippo, La Discesa dello Spirito Santo sui domenicani (tele, 1712 circa), La Trinità (affresco, 1712),  La Fuga in Egitto, La Circoncisione (tele, 1720 circa), Angeli in gloria nel paradiso (affresco, 1720 circa), Chiesa di Santa Caterina a Formiello
- La Madonna col Bambino tra Sant'Ignazio di Loyola e San Francesco Saverio (tela, 1715), Chiesa del Gesù Nuovo
- San Pietro d'Alcantara in estasi davanti alla croce (tela attribuita), Basilica di Santa Chiara
- L'Adorazione dei pastori, La Madonna del Rosario con i Santi Domenico e Caterina da Siena, Due Santi in gloria, Sant'Anna, San Gioacchino e la Vergine Bambina (tele attribuite), Chiesa dei Santi Bernardo e Margherita
- L' Apparizione della Madonna con il Bambino a San Luigi Gonzaga (tela, 1700), Chiesa di San Ferdinando
- Il Trionfo della religione sull'eresia tramite sant'Ignazio di Loyola, san Francesco Saverio, san Francesco Borgia e i tre martiri giapponesi (affresco, 1695-1698), Chiesa di San Ferdinando
- Madonna con il Bambino e i Santi Giovanni Battista e Benedetto (tela), già Chiesa di Santa Maria a Cappella Nuova, ora Chiesa di Palazzo Nunziante)
- Madonna Addolorata ed angeli (tela), già Chiesa di Santa Maria dello Splendore (ora in deposito)
- Immacolata, San Michele abbatte il demonio (tela), già Abbazia Santa Maria a Cappella a Vecchia (ora in deposito)
- Madonna con il Bambino (tela), Museo dell'Opera di Santa Chiara
- San Giuseppe con il Bambino (tela), Palazzo Reale di Napoli
- Madonna con il bambino che porge la cintura a Santa Francesca Romana (tela), Museo Nazionale di Capodimonte.
- Cristo Portacroce, Madonna Addolorata, San Giuseppe con il bambino, San Giovanni Battista con l'agnello (tele), Quadreria del Pio Monte della Misericordia
- La Natività (tela attribuita), Oratorio della Confraternita dei Verdi dello Spirito Santo
- L'Eterno Padre tra gli angeli (tela), Chiesa del Divino Amore
- Il Battesimo di Cristo (tela), Collezione Di Giaimo
- Immacolata, depositi della Quadreria dei Girolamini